# Stefan I av Bosnien
Stefan I av Bosnien, död 1314, var Bosniens regent från 1287 till 1314.